# انامانگاد
انامانگاد (به انگلیسی: Anamangad) یک منطقهٔ مسکونی در هند است که در کرالا واقع شده‌است.

## خصوصیات
انامانگاد ۱۴٬۲۳۶ نفر جمعیت دارد.